# بول جنكينز
بول جنكينز (بالإنجليزية: Paul Jenkins) (و. 1938 – 2013 م) هو ممثل، وممثل تلفزيوني، من الولايات المتحدة الأمريكية، ولد في فيلادلفيا، بنسيلفانيا، توفي في لوس أنجلوس، عن عمر يناهز 75 عاماً.

## وصلات خارجية
- بول جنكينز على موقع IMDb (الإنجليزية)
- بول جنكينز على موقع قاعدة بيانات الفيلم (الإنجليزية)